# Tara Lynne Barr
Tara Lynne Barr (Orange County, 2 de Outubro de 1993) é uma atriz estadunidense.

## Filmografia
- God Bless America — 2011

## Televisão
- Joan of Arcadia — 2004
- Crossing Jordan — 2005
- Drake & Josh — 2006
- Zoey 101 — 2006
- The Suite Life of Zack & Cody — 2007–2008

## Video Game
| Ano  | Nome             | Personagens    | Notas |
| ---- | ---------------- | -------------- | ----- |
| 2012 | The Secret World | Carter; Emilia | Voz   |
| 2012 | Prototype 2      | Amaya          | Voz   |